# 마이오카역
마이오카역(일본어: 舞岡駅、まいおかえき)은 일본 가나가와현 요코하마시 도쓰카구에 있는 철도역이다.

## 타는 곳
| 1 | ■ 블루 라인 | 가미오오카・도쓰카・쇼난다이 방면                                    |
| 2 | ■ 블루 라인 | 가미오오카・간나이・요코하마・신요코하마・센터 미나미・아자미노 방면 |

## 이용 현황
2018년도 승하차 인원은 5,445명(승차 인원: 2,784명, 하차 인원: 2,661명)으로 요코하마 시영 지하철 전선(블루 라인 및 그린 라인)에서 가장 적다.
- 1일 평균 승차 인원
  - 2008년: 2,302명
  - 2009년: 2,397명
  - 2010년: 2,486명
  - 2011년: 2,467명

## 역세권 정보
- 요코하마 시립 마이오카 소,중학교
- 요코하마 시립 대학 마이오카 캠퍼스
- 마이오카 역전 우체국

## 역사
- 1985년 3월 14일: 영업 개시.
- 1987년 5월 24일: 이 역에서 도쓰카 역까지 연장 개통, 중간역이 됨.
- 2007년 8월 4일: 스크린도어 사용 개시.

## 사진

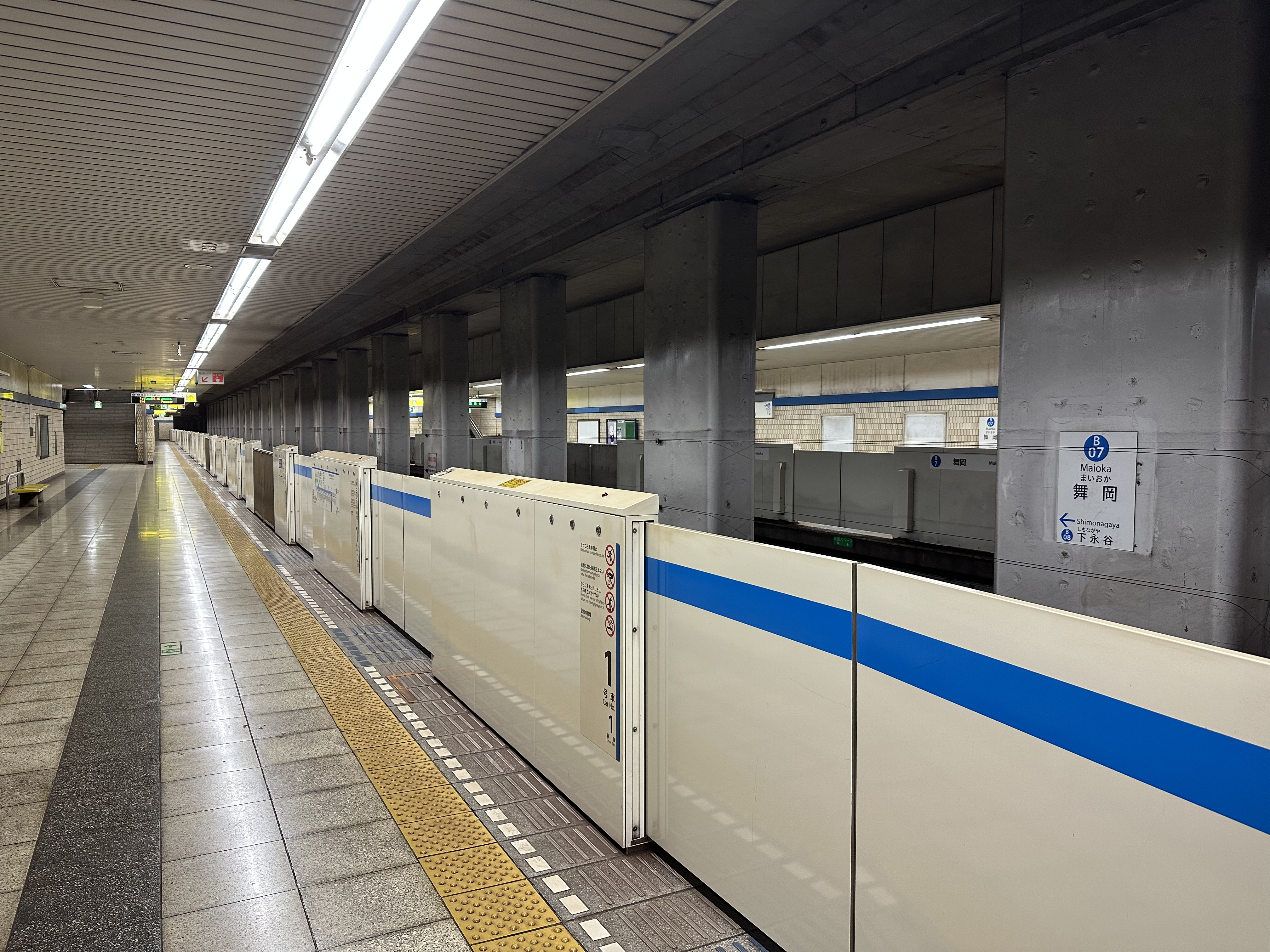
승강장
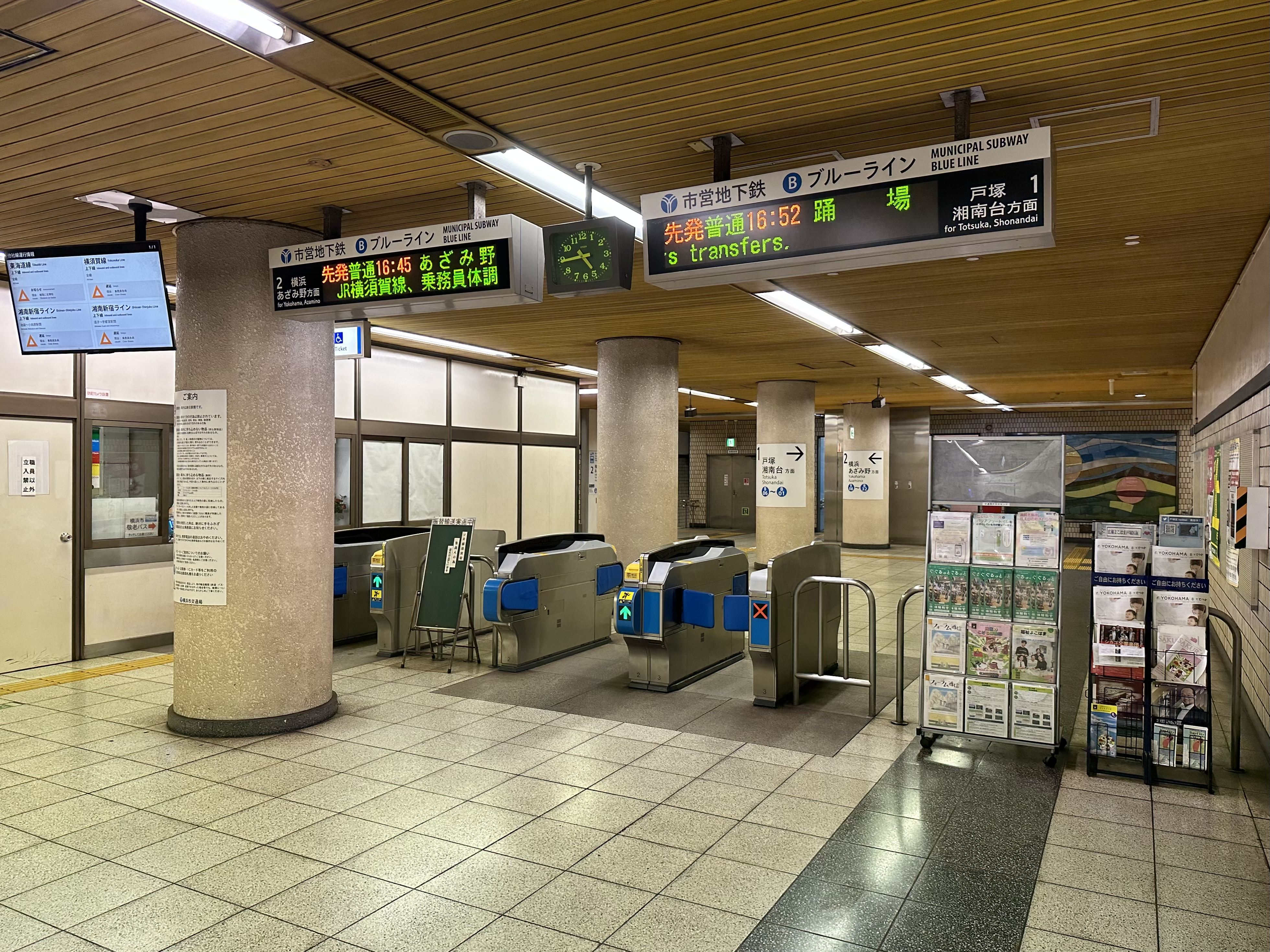
개찰구
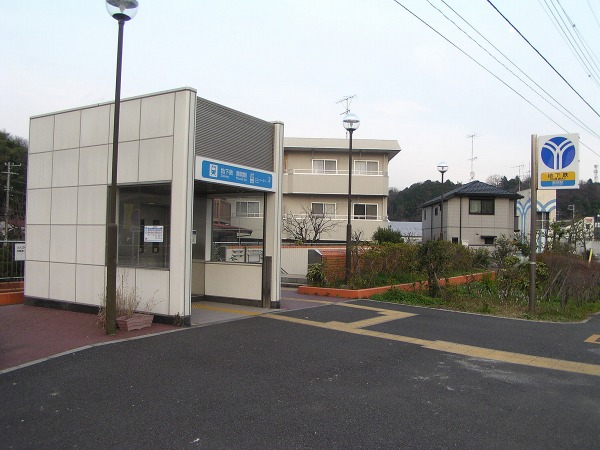
2번 출입구
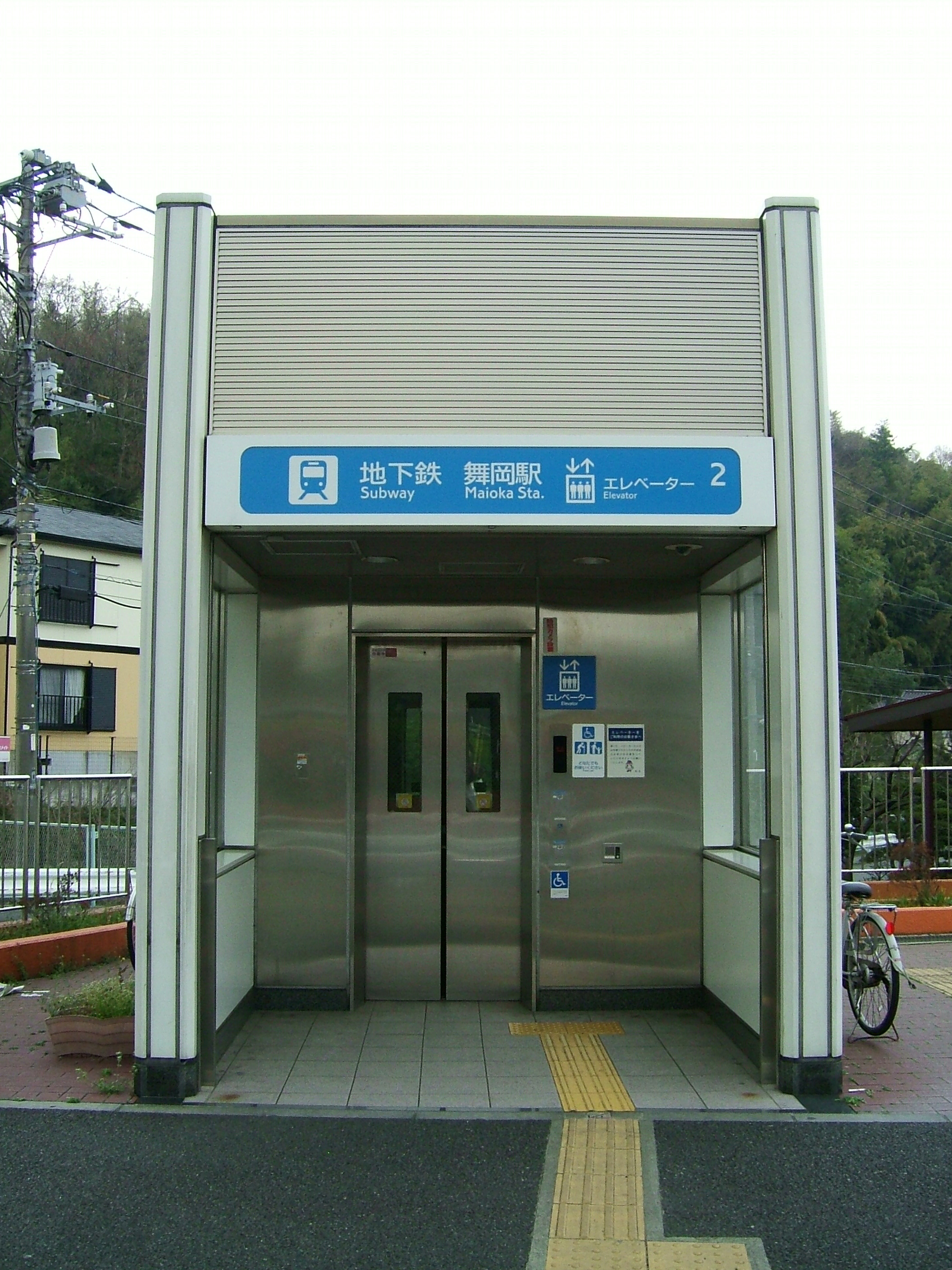
2번 출입구 앞 엘리베이터

## 인접역
| 요코하마 시 교통국 ■ 지하철 1호선(블루 라인) | 요코하마 시 교통국 ■ 지하철 1호선(블루 라인) | 요코하마 시 교통국 ■ 지하철 1호선(블루 라인) |
| -------------------------------------------- | -------------------------------------------- | -------------------------------------------- |
| B06 도쓰카 쇼난다이 방면                     |                                              | 시모나가야 B08 아자미노 방면                 |